# Букреев, Иван Семёнович
Иван Семёнович Букреев (1924—1998) — советский и российский певец (лирический тенор). Народный артист РСФСР (1974).

## Биография
И. С. Букреев родился 13 января 1924 года в поселке Заречье (ныне — в Орловской области, Россия).
Участник Великой Отечественной войны, нёс службу в частях ВВС РККА.
В 1952 году окончил Московскую консерваторию, класс М. В. Владимировой.
С 1950 года — солист московских армейских ансамблей песни и танца, а с 1953 года — ведущий солист ДКАППСА имени А. В. Александрова.
В качестве солиста ДКАППСА имени А. В. Александрова исполнял песни «Не плачь, девчонка», «Парень хороший» (А.Долуханян — Л.Некрасов), «Что тебе снится, крейсер „Аврора“…», «Увезу тебя я в тундру», «Песня о Праге», «Жди солдата», «Шло письмо», «Полосочка ничейной тишины», «Сердце солдата», а также русские и украинские народные песни, произведения советских композиторов.
Умер в Москве 2 октября 1998 года. Похоронен на Троекуровском кладбище (9 участок).

## Награды и звания
- народный артист РСФСР (1974)
- Орден Отечественной войны II степени (1985)[2]